# Pucki zaljev
Zaljev Puck ili Pucki zaljev (polj. Zatoka Pucka; kašupski: Pùckô Hôwinga; njem. Putziger Wiek), plitki je zapadni ogranak Gdanjskog zaljeva u južnom Baltičkom moru, kraj obala Gdanjskog Pomorja u Poljskoj. Od otvorenog mora odvaja ga poluotok Hel. 
Zaljev ima prosječnu dubinu od 2 do 6 metara. Postoji plitki pješčani sprud od Rewe do Kuźnice u sredini poluotoka Hel. Uvala je dostupna samo malim ribarskim brodovima i jahtama, koje se moraju pridržavati strogih dubljih ruta. Ispod Puckog zaljeva nalaze se naslage kalijeve soli.
Glavne su luke Puck, Jastarnia i Hel.

## Vanjske poveznice
|  | Zajednički poslužitelj ima još gradiva o temi Pucki zaljev |